# Прозоровский, Борис Иванович
Борис Иванович Прозоровский (меньшой) (12 июля 1661 — 6 апреля 1718) — боярин (с 1682) из княжеского рода Прозоровских, сын Ивана Семеновича Прозоровского, погибшего при обороне Астрахани от Степана Разина.

## Жизнеописание
Точный год рождения Прозоровского многочисленные источники называют по-разному — 1654 или 1661 год. В клейме его портрета имеется авторская надпись по-немецки, указывающая, что портретируемому было в 1694 году 33 года и 1 месяц, то есть дата рождения — июль 1661 года, а не 1654 года, как указывают биографические источники. Прозоровский изображён в чёрном одеянии во весь рост, опираясь на трость.
Младший сын князя Ивана Семёновича Прозоровского и Прасковьи Фёдоровны Лихачёвой. С 1668 по 1670 год, во время воеводства отца своего в Астрахани, находился при родителях. В 1670 году, в год взятия Астрахани Разиным и казни отца, был с братом своим Борисом старшим (1656—1670) повешен за ноги, но снятый с виселицы с признаками жизни, был отдан матери. Остался хромым на всю жизнь.
В смертном приговоре, вынесенном Разину перед казнью его, говорилось:
Ты же вор не насытясь невинных многих кровью и незлобных младенцев детей боярина князя Ивана Семеновича Прозоровского, велел, взять со двора, повесить через городскую стену за ноги и сверх того мучения одного (старшего) велел казнить смертью, а другого (младшего) со многими муками изувеча, отведя к Митрополиту, не чая его от таких мук жива.
 По возвращении с матерью в Москву, в 1672 году, «за кровь отца» Прозоровский стал стольником малолетним: в Записной 180/1672 года книге есть запись: 

180/1672 году марта в 17 день Великий Государь и Великий Князь Феодор Алексеевич пожаловал его из недорослей в стольники за службу и за смерть отца его, боярина князь Ивана Семеновича, да дяди его, князь Михайла и брата его, князь Бориса большого, что они в приход воровских казаков Стенки Разина с товарищи в Астрахани отец и брат брошены с роскату, а дядя убит. Да и он сам претерпел мучение — был повешен Стенкою Разиным за ноги— Родословная князей Прозоровских // Прозоровский А. А. Записки генерал фельдмаршала князя Александра Александровича Прозоровского, 1756—1776. — М.: Рос. Архив, 2004. — С. 697.
В 1674 году он стал комнатным стольником царевича Иоанна Алексеевича.

Во 190/1682 году Великий Государь Царь и Великий Князь Феодор Алексеевич пожаловал ноября в 21 день из стольников благовернаго Государя Царевича Иоанна Алексеевича к себе, Государю, в комнатные стольники. А февраля 26 и июня в 29 день из комнатных стольников — в бояря.

В 1681—1682 годах он участвовал в Земском Соборе «государевых ратных и земских дел» и подпись его находится под «соборным деянием». Тогда же был назначен в Приказ Большого Дворца. В период двоецарствия Иоанна и Петра Алексеевичей он постоянно сопровождал царя Иоанна по богомольям:

Во 192/1684, 193/1685, 194/ 1686 и 196/1688 — за Государем Царем и Великим Князем Иоанном Алексеевичем в Троицком Сергиеве, в Саввине и Воскресенском монастырех. Во 195/1687, 197/1689 за ним же, Великим Государем Царем и Великим Князем Иоанном Алексеевичем и за Государынею благоверною Княжною Софиею Алексеевною — в походе в Троицком-Сергиеве монастыре. Во 198/ 1690 году — за Государем Царем и Великим Князем Иоанном Алексеевичем в походе в Саввине монастыре.

В 1687 году, в дополнение к палатам на Пречистенке, он стал владельцем имения Зюзино.
В 1691 году он был назначен воеводою в Великий Новгород, где пробыл до марта 1697 года. Принимал деятельное участие в обновлении Деревяницкого Воскресенского монастыря.
В 1697 году он был в Москве, имел усадьбу на Знаменке (в начале XIX века здесь был построен нынешний дом № 9/12); жил в деревне, в Можайском уезде.
Прозоровский сопровождал царя в поездках его в Архангельск. В 1698 году Пётр I вызывал его к себе в Воронеж. В 1708 году назначен был чрезвычайным послом в Вену, но вследствие изменившихся политических обстоятельств, посольство это было отменено. В 1712 году в числе немногих свидетелей Прозоровский присутствовал в Петербурге при бракосочетании Петра І с Екатериною. Затем стал жить больше в Москве, где, заведуя Оружейной мастерской, скончался 6 апреля 1718 года. Был похоронен в Сретенском монастыре в большом соборе.

## Семья

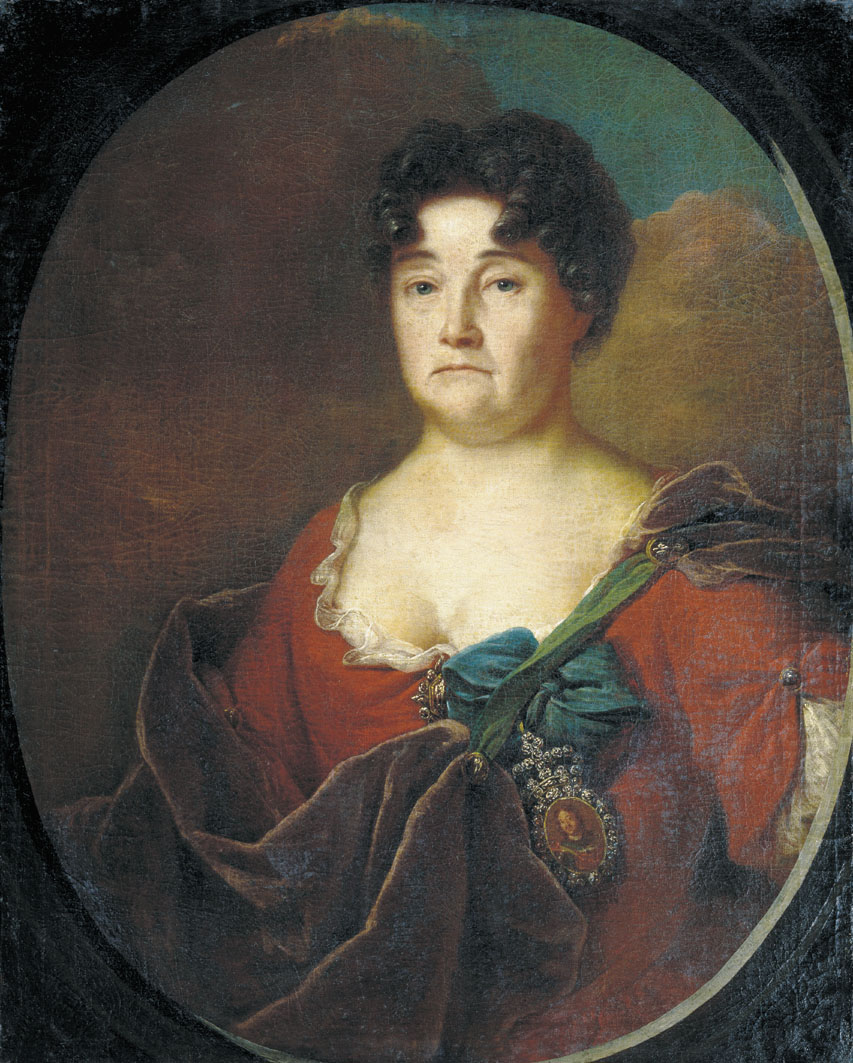
Княгиня А. П. Голицына, племянница Прозоровского.

В 1711 году Прозоровский женился на Ирине Михайловне Римской-Корсаковой, бывшей уже два раза замужем. Её первым мужем был стольник и полковник Иван Кондратьевич Нечаев; вторым — князь Лука Федорович Долгоруков (ок. 1645—1710), брат известного князя Я. Ф. Долгорукова и отец князя Василия Лукича. Ирина Михайловна, пережила третьего мужа на два года, она умерла в Москве 10 января 1719 года и была похоронена вместе с ним. Детей у них не было.
Прозоровский оставил чрезвычайно любопытное духовное завещание, по которому он отдавал всё состояние своё в полное распоряжение императрицы Екатерины I, прося её уделить только часть его на поминовение его души и на обеспечение его вдовы. Чем лишил свою законную наследницу и племянницу княгиню Анастасию Петровну Голицыну наследства. Возможно, это решение было принято из-за участия Голицыной в деле царевича Алексея. Прозоровский подписал своё завещание 18 марта 1718 года, в тот самый день, когда княгиня Анастасия Петровна приговором суда была осуждена к тяжкому наказанию.
Высочайшим указом от 11 июля 1719 года, данным в Военную Коллегию, согласно резолюции Петра I, Рузская и Можайская вотчины Прозоровского даны были С.-Петербургскому госпиталю. Московский дом Прозоровского, на Знаменке, в 1727 году был пожалован императрицей Екатериной I графу П. И. Ягужинскому.